# Dintojra
Dintojra – nazwa sądu rabinackiego wydającego orzeczenia w sprawach cywilnych Żydów w ramach autonomii gmin żydowskich w diasporze.   
Nazwa pochodzi z języka hebrajskiego, gdzie słowo din oznacza sąd, a słowo tora prawo. W późniejszym czasie nazwa została przejęta przez środowisko przestępcze, w którego żargonie oznacza krwawą rozprawę wyrównującą rachunki.